# کردسرو
کردسرو (پارسی میانه: Kerdsraw) یا کردسروِ بیدخش یکی از نجیب‌زادگان ساسانی در سده سوم میلادی در زمان حکومت شاپور یکم و یک بیدخش (مرزبان) بود.

## زندگی

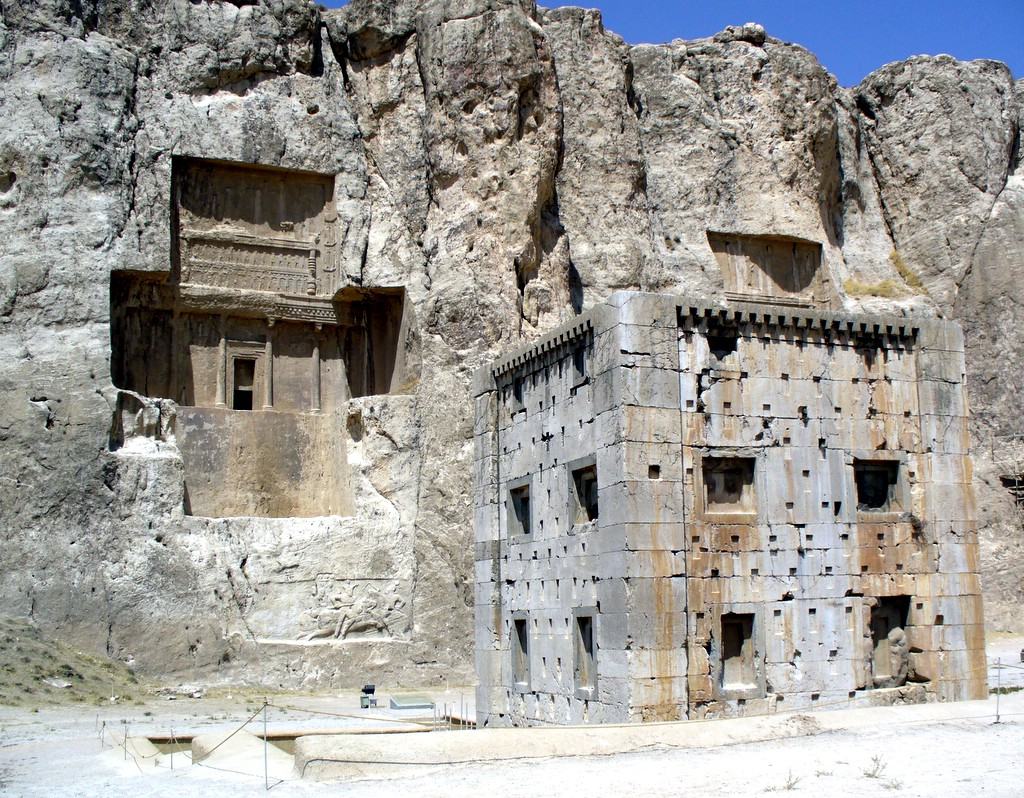
کعبه زرتشت، جایی که سنگ‌نوشته شاپور یکم حک شده‌است

از او در سنگ‌نوشته شاپور یکم بر کعبه زرتشت به عنوان اردشیر بیدخش یاد شده‌است. او در این سنگ‌نوشته در میان ۶۷ نجیب‌زاده در رتبهٔ سی‌ودو قرار دارد. در همین سنگ‌نوشته از شخصی به نام اردشیر بیدخشان به عنوان پسر بیدخش یاد شده و احتمال می‌رود که کردسرو پدر او باشد.